# De Zonnewijzerkring
De Zonnewijzerkring is een Nederlandse vereniging van geïnteresseerden in de gnomonica, de kennis op het gebied van zonnewijzers. De vereniging is opgericht in 1978 in Utrecht door J.C. van Cittert-Eymers, M. Hagen en Hans de Rijk.
De doelstellingen van de Zonnewijzerkring zijn:
- het beoefenen van de Gnomonica of Zonnewijzerkunde, om de kennis van en het inzicht in de werking van zonnewijzers en verwante instrumenten te vergroten (berekening, constructie, vormgeving);
- het registreren en catalogiseren van zonnewijzers in Nederland;
- het behoud van oude nog bestaande zonnewijzers en het bevorderen van restauratie door middel van alle hiertoe geëigende middelen;
- het populariseren van de zonnewijzer en verwante instrumenten.

De vereniging publiceert samen met de Vlaamse zustervereniging Zonnewijzerkring Vlaanderen het tijdschrift Zon & Tijd.